# Ned Sherrin
Ned Sherrin (18 de febrero de 1931 – 1 de octubre de 2007), fue un locutor, autor, director teatral y actor de nacionalidad británica. En un principio dedicado a la abogacía, posteriormente trabajó en la televisión independiente, formando parte más adelante de la plantilla de la BBC. A lo largo de su carrera participó en diferentes programas satíricos radiofónicos y televisivos, al igual que en varias obras teatrales, algunas de ellas dirigidas por él.

## Primeros años
Su verdadero nombre era Edward George Sherrin, y nació en el seno de una familia de agricultores en Low Ham, Inglaterra. Tras estudiar en la Sexey's School, en Bruton, aprendió derecho en el Exeter College, consiguiendo el título de abogado. Sin embargo, se involucró en las actividades teatrales de la Universidad de Oxford, formando parte de la televisión británica desde el inicio de la televisión independiente del país en 1956, produciendo shows para Associated Television en Birmingham.

## Carrera
Sherrin entró en la BBC en 1957 como ayudante de producción con carácter eventual, llegando en 1963 a ser productor del programa "Television Talks". Especializado en programas satíricos, trabajó extensamente en la producción cinematográfica y televisiva.
En 1962 fue el responsable de la primera serie satírica de la televisión británica, That Was The Week That Was, en la que trabajaban David Frost y Millicent Martin, a la que siguieron Not So Much a Programme, More a Way of Life y BBC-3. Otros shows y películas destacadas en los que trabajó fueron Up Pompeii!, Up the Front, The Cobblers of Umbridge y The Virgin Soldiers. En 1978 también presentó We Interrupt This Week, un show producido por WNET/Channel 13 New York.
Así mismo, Sherrin produjo y dirigió numerosas obras teatrales en los Teatros del West End londinense, entre ellas Jeffrey Bernard is Unwell y el musical Side By Side By Sondheim. Por su dirección de The Ratepayers' Iolanthe, una adaptación que Sherrin y Alistair Beaton llevaron a cabo de la ópera de Gilbert y Sullivan Iolanthe, en 1984 recibió el Premio Laurence Olivier.
En BBC Radio 4, y a partir de 1986, presentó un show titulado Loose Ends, y Counterpoint, un concurso sobre música que hubo de dejar de presentar cuando su voz falló a causa de un cáncer de garganta.
Además de su actividad radiotelevisiva, Sherrin también representó en gira por el Reino Unido un show en solitario, An Evening of Theatrical Anecdotes.
En el campo literario, escribió dos volúmenes autobiográficos, varios libros de citas y anécdotas, y algunos de ficción. Además, escribió varios trabajos en colaboración con Caryl Brahms.

## Vida personal
Abiertamente gay, Sherrin fue patrocinador de la London Gay Symphony Orchestra, así como de la Stephen Sondheim Society of Singapore hasta 1995.
En 1997 fue recompensado con el título de Comendador de la Orden del Imperio británico.
A Sherrin le diagnosticaron en enero de 2007 una parálisis de cuerdas vocales y falleció en 2007 Chelsea, Londres, a causa de las complicaciones producidas por un cáncer de garganta. Tenía 76 años de edad.

## Selección de su trabajo literario
- Sherrin, Ned (1983). A small thing – like an earthquake. Londres: Weidenfeld and Nicolson.
- Sherrin, Ned; Shand, Neil (1984). 1956 and all that: a memorable history of England since the war to end all wars (Two). Londres: M Joseph.
- Sherrin, Ned (1984). Cutting edge, or, "Back in the knife-box, Miss Sharp": Ned Sherrin's anthology of wit.. Londres: J M Dent.
- Brahms, Caryl; Sherrin, Ned (1984). Song by song: the lives and work of 14 great lyric writers. Egerton, Bolton: R Anderson Publications.
- Brahms, Caryl; Sherrin, Ned (1986). Too dirty for the windmill. Londres: Constable.
- Sherrin, Ned (1991). Ned Sherrin's theatrical anecdotes: a connoisseur's collection of legends, stories, and gossip.. Londres: Virgin.
- Sherrin, Ned (1993). Ned Sherrin in his anecdotage: a classic collection from the master raconteur.. Londres: Virgin.
- Sherrin, Ned (1995). The Oxford dictionary of humorous quotations. Oxford; Nueva York: Oxford University Press.
- Sherrin, Ned (1996). Sherrin's year. Londres: Virgin.
- Sherrin, Ned (1996). Scratch an actor. Londres: Sinclair-Stevenson.
- Brahms, Caryl; Sherrin, Ned (1998). The Mitford girls: a musical. Londres: Warner/Chappell Music.
- Sherrin, Ned (2004). I wish I'd said that. Nueva York: Oxford University Press.
- Sherrin, Ned (2005). Ned Sherrin: the autobiography. Londres: Little, Brown.
- Frost, David; Sherrin, Ned (1963). That was the week that was. Londres: W H Allen.